# È la musica...
È la musica... è una raccolta bootleg del cantante italiano Scialpi, distribuito su internet e tra i fans nel 2015. Contiene 29 brani tra inediti, demo e remix.

## Tracce
Disco 1
1. Adam man (inedito)
2. Il figlio della Butterfly (inedito)
3. È la musica (inedito)
4. Self-made man
5. No east - no west (in inglese)
6. Don't me go (demo in inglese di Amici)
7. I want to be free tonight (in inglese)
8. Number 106 (in inglese)
9. Stella cadente (demo di Giò)
10. A mezzanotte si può (testo alternativo di Io odio tutti i motels)
11. Strano (inedito)
12. Pregherei (remix)
13. Solitario (remix)
14. Pioggia (b side di Cigarettes and coffee)
15. Bella età (inedito su cd)
16. Si, io si (demo)

Disco 2
1. Notturno (demo)
2. Calloman (demo)
3. Horror Show (demo)
4. Iceberg (demo)
5. Ti piacerà (demo)
6. No east, no west (versione alternativa)
7. Da bambino (demo)
8. Dal cielo in giù (demo)
9. Let the day (Pregherei versione inglese)
10. Giò (remix)
11. Sexy song (demo di Perché si)
12. Povero illuso (demo)
13. Let the day

Nota: CD masterizzati dai master originali della Rca, nei demo i testi sono diversi dagli originali.